# Список высших учебных заведений Пензенской области
В список высших учебных заведений Пензенской области включены образовательные учреждения высшего и высшего профессионального образования, находящиеся на территории Пензенской области и имеющие действующую лицензию на образовательную деятельность. Список вузов приведён в соответствии с данными сводного реестра лицензий, в список филиалов включены организации, участвовавшие в мониторинге Министерства образования и науки Российской Федерации 2016 года. По состоянию на 30 апреля 2017 года в Пензенской области действующую лицензию имели 5 вузов и 5 филиалов.
Филиалы вузов, головные организации которых находятся в иных субъектах федерации, сгруппированы в отдельном списке. Порядок следования элементов списка — алфавитный.

## Список высших образовательных учреждений
| Название                                                           | Категория         | Статус      | Год основания | Месторасположение | Число студентов |
| ------------------------------------------------------------------ | ----------------- | ----------- | ------------- | ----------------- | --------------- |
| Пензенская государственная сельскохозяйственная академия           | государственный   | академия    | 1951          | Пенза             | 2750            |
| Пензенский государственный технологический университет             | государственный   | университет | 2003          | Пенза             | 5220            |
| Пензенский государственный университет                             | государственный   | университет | 1943          | Пенза             | 20461           |
| Пензенский государственный университет архитектуры и строительства | государственный   | университет | 1958          | Пенза             | 5215            |
| Пензенская духовная семинария                                      | негосударственный | семинария   | 1800          | Пенза             |                 |

## Список филиалов высших образовательных учреждений
| Название | Категория         | Статус      | Год основания | Месторасположение | Месторасположение головной организации | Число студентов |
| --- | ----------------- | ----------- | ------------- | ----------------- | -------------------------------------- | --------------- |
| Зареченский технологический институт (филиал Пензенского государственного технологического университета)          | государственный   | институт    | 2005          | Заречный          | Пенза                                  | 149             |
| Пензенский филиал Академии МНЭПУ                                                                                  | негосударственный | академия    | 1995          | Пенза             | Москва                                 | 920             |
| Пензенский казачий институт технологий (филиал Московского государственного университета технологий и управления) | государственный   | институт    | 2012          | Пенза             | Москва                                 | 2911            |
| Пензенский филиал Финансового университета                                                                        | государственный   | университет | 1957          | Пенза             | Москва                                 | 577             |
| Пензенский филиал Современной гуманитарной академии                                                               | негосударственный | академия    |               | Пенза             | Москва                                 | 1535            |
| Филиал в Пензе Московского университета имени С. Ю. Витте                                                         | негосударственный | университет | 2002          | Пенза             | Москва                                 | 532             |
| Филиал Военной академии материально-технического обеспечения имени генерала армии А. В. Хрулёва                   | государственный   | академия    | 1943          | Пенза             | Санкт-Петербург                        |                 |